# امامزاده عبدالله اوجان
امامزاده عبدا… اوجان مربوط به دوره سلجوقیان است و در شهرستان ساوه، بخش مرکزی، دهستان قره چای، روستای اوجان واقع شده و این اثر در تاریخ ۲۵ آبان ۱۳۸۷ با شمارهٔ ثبت ۲۳۷۹۹ به‌عنوان یکی از آثار ملی ایران به ثبت رسیده‌است.
این زیارتگاه براساس شواهد مدفن امامزاده عبدالله فرزند موسی کاظم هفتمین امام شیعیان است.

## نگارخانه

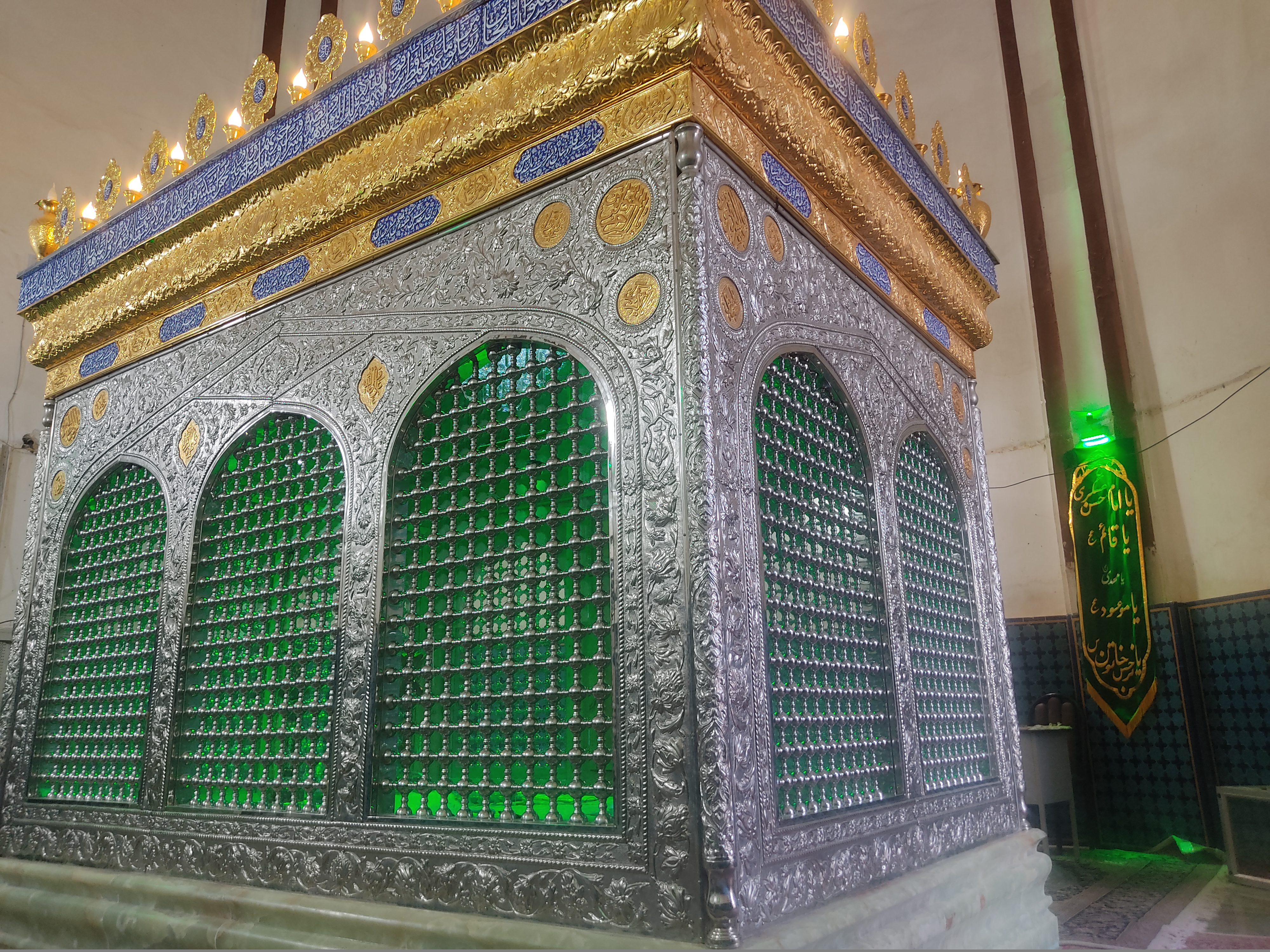
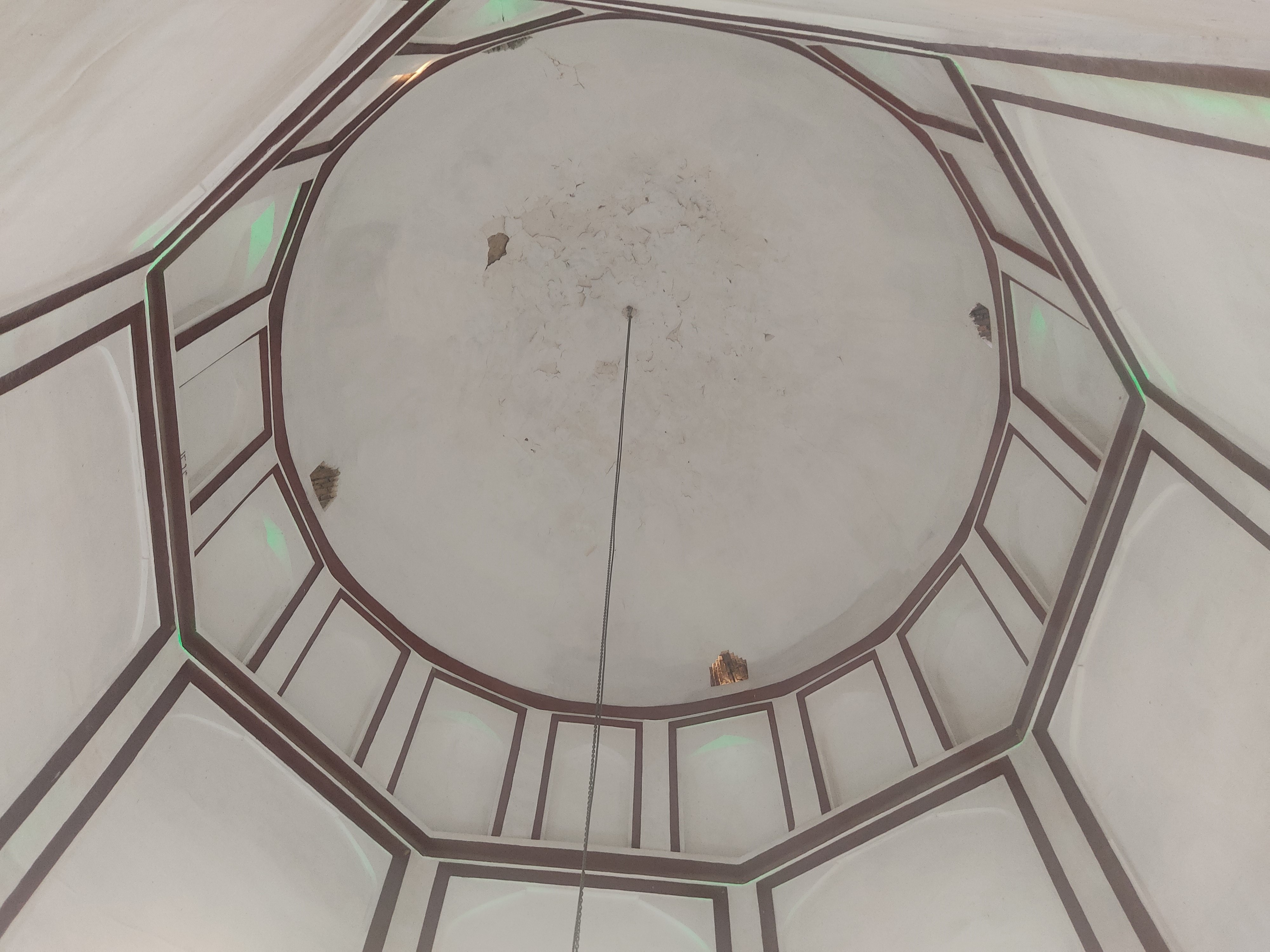
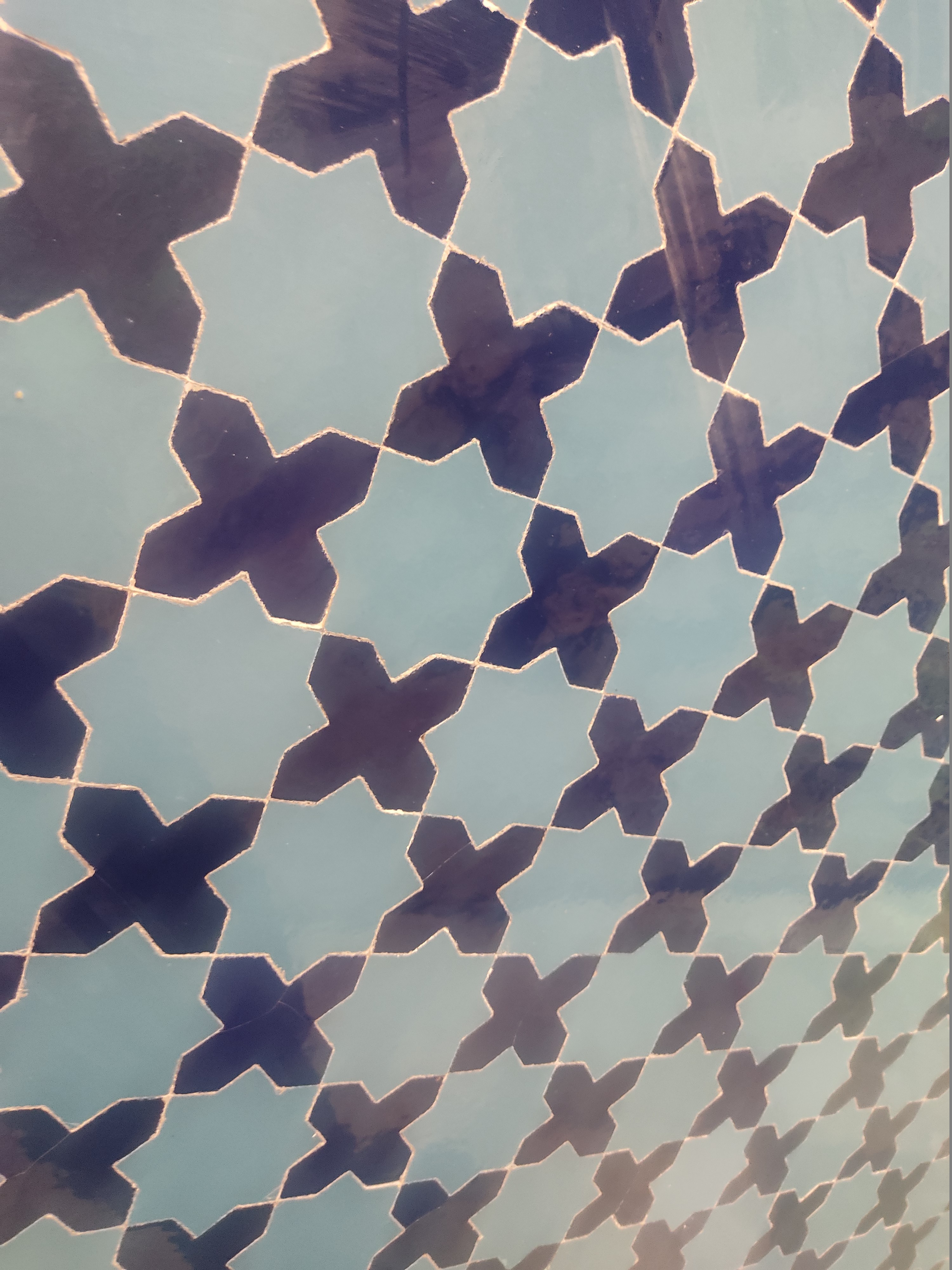
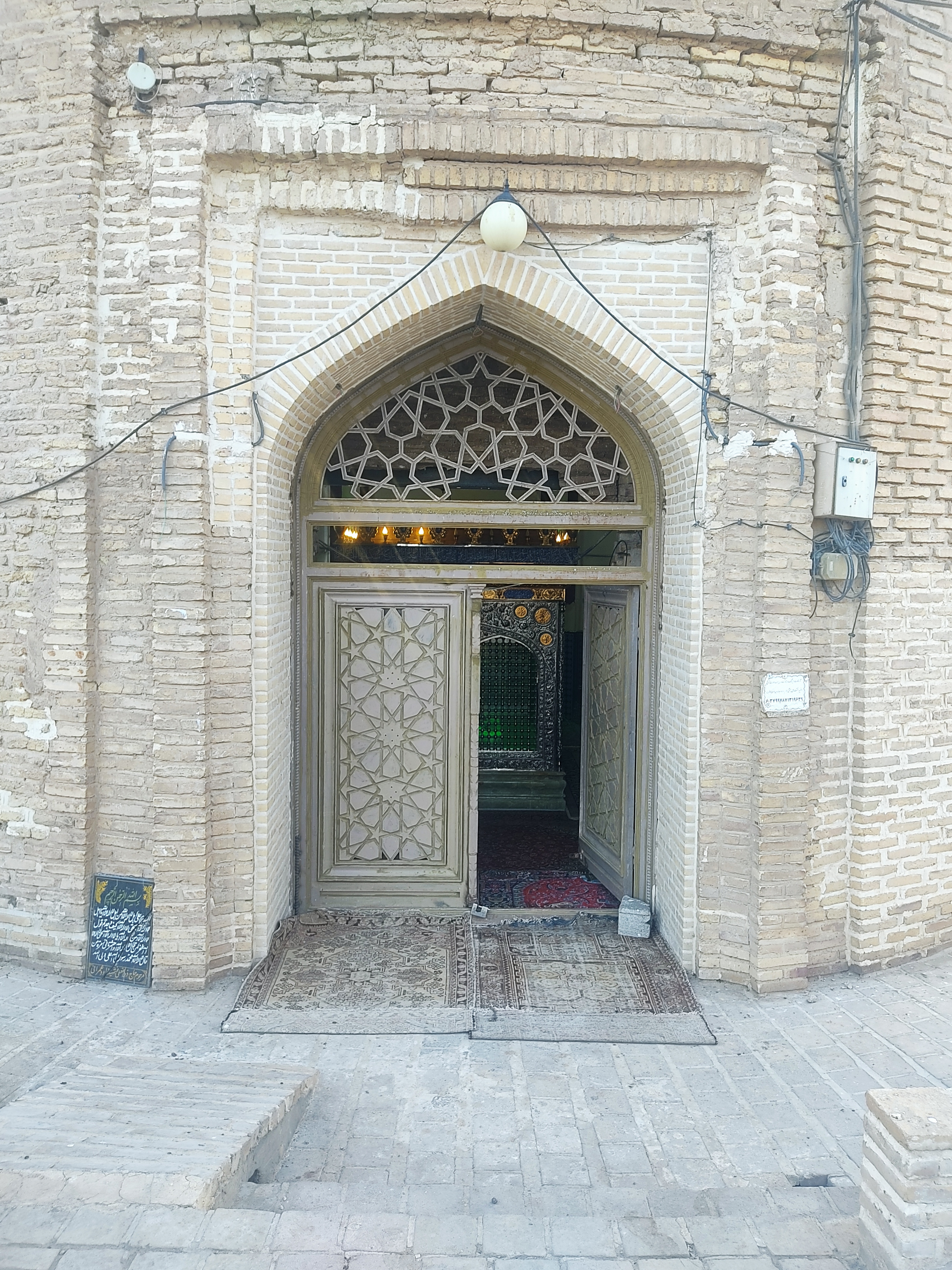
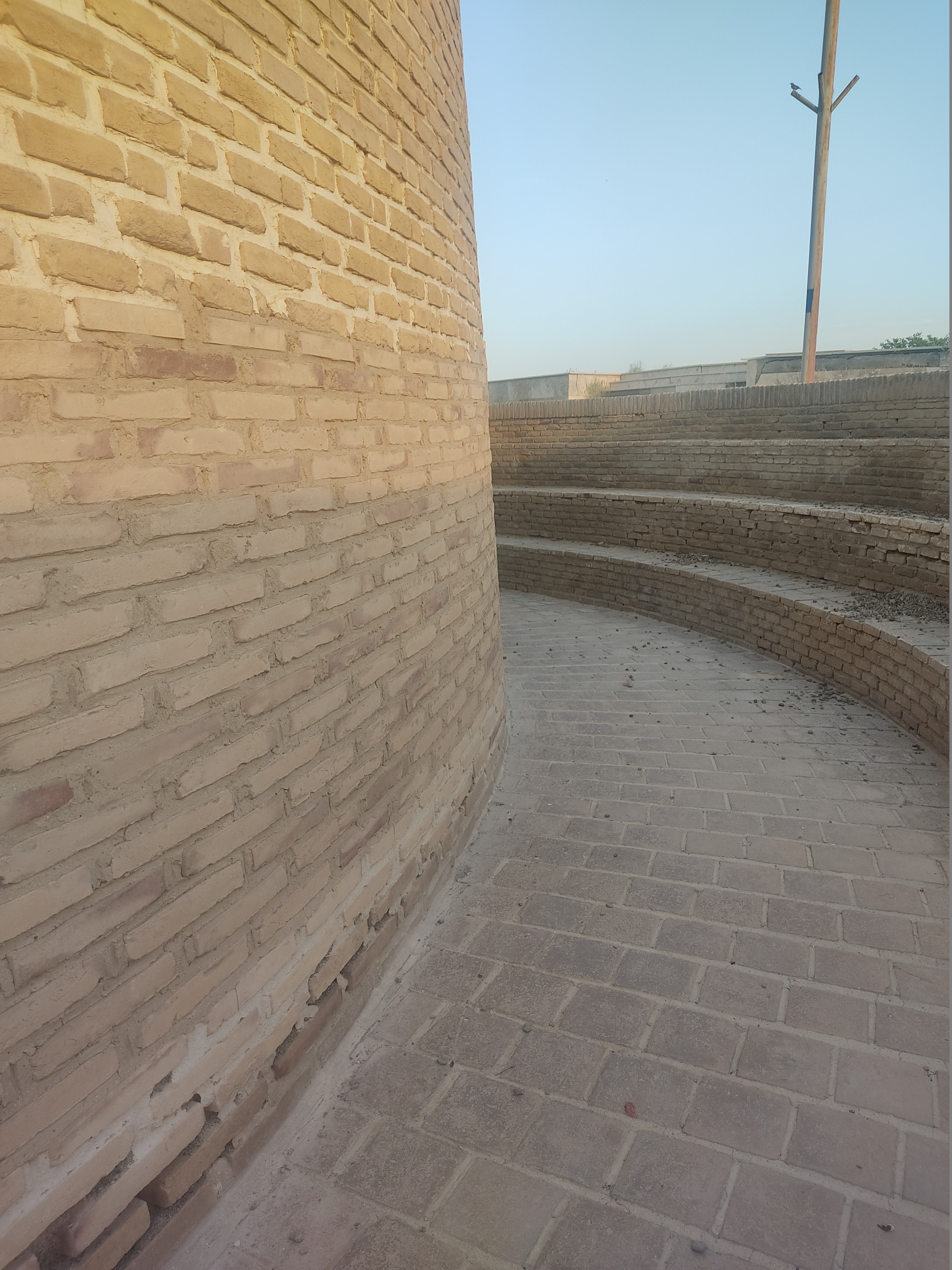
